# Maya Jribi
Maya Jribi (Bou Arada, 29 gennaio 1960 – Radès, 19 maggio 2018) è stata una politica e biologa tunisina.

## Giovinezza
Suo padre, originario di Tataouine e sua madre è algerina. La Jrebi ha studiato a Rades_dove abitava, poi, dal 1979 al 1983, è stata attiva nell'Unione generale degli studenti di Tunisia presso la facoltà di scienze di Sfax. Agli inizi del 1980 lei aderisce alla sezione di Sfax della Lega Tunisina per i Diritti dell'Uomo. Lei ugualmente collabora con il settimanale indipendente Erraï (L'Opinion), poi con Al Mawkif.
Agli inizi del 1980, lei divenne membro di un gruppo per studiare la condizione femminile del Club culturale Tahar Haddad. E collaborò con l'Associazione tunisina contro il cancro. Lei fondò equamente con le attiviste l'Associazione di ricerche sulle donne e sullo sviluppo. 
In seguito, lei afferma: " Ho partecipato alle attività sociali, spesso informali e la realizzazione dei progetti di carattere sociale come quello aiuta le donne povere e bisognose del Mellassine"

## Vita politica
Il partito Democratico Progressista è stato fondato nel 1983 da Ahmed Nejib Chebbi ed operava lecitamente anche durante il regime di Ben Ali, dal 2006 è il primo partito ad avere un segretario donna: Maya Jribi, impegnata nella tutela dei diritti delle donne e nella parità di genere. 
Il Partito Democratico progressista ha avuto vita dura ai tempi di Ben Ali. I due leader, Ahmed Nejib Chebbi e Maya Jribi, sono diventati celebri per gli scioperi della fame, per protestare contro la decisione del tribunale presa il 1º ottobre di espellere il loro partito che occupa nel centro di Tunisi,dai differenti locali.

## Parlamentare
Il 23 ottobre 2011,  è stata eletta membro dell'Assemblea costituente nella circoscrizione di Ben Arous. Ella presenta la sua candidatura alla presidenza dell'Assemblea costituente.
Il 22 novembre; tuttavia il segretario generale d'Ettakatol, Mustafa Ben Jaafar ha vinto con 145  voti contro 68 a suo favore.

## Segretaria generale del partito al Joumhouri
Dopo l'annuncio della fusione dei partiti Democratico Progressista, Afek Tounes e il partito repubblicano, Irada, Bledi, il Partito Socialdemocratico per la Giustizia (PJSD) e l'Al-Karama, altri gruppi e altre liste indipendenti. La Jribi è stata eletta, Il 9 aprile 2012, come segretaria generale della nuova formazione nominata « Al Joumhouri ». Il 3 febbraio 2017, Maya Jribi annunciò il suo ritiro dalla segreteria generale del partito, all'apertura del sesto Convegno di al Joumhouri.